# Ischyrolepis
Ischyrolepis là một chi thực vật có hoa trong họ Restionaceae.